# Bräkenmjölskinn
Bräkenmjölskinn (Trechispora tenuicula) är en svampart som först beskrevs av Viktor Litschauer, och fick sitt nu gällande namn av K.H. Larss. 1992. Enligt Catalogue of Life ingår Bräkenmjölskinn i släktet Trechispora,  och familjen Hydnodontaceae, men enligt Dyntaxa är tillhörigheten istället släktet Trechispora,  och familjen Sistotremataceae. Arten är reproducerande i Sverige. Inga underarter finns listade i Catalogue of Life.